# Fürstbischöfliche Residenz (Augsburg)

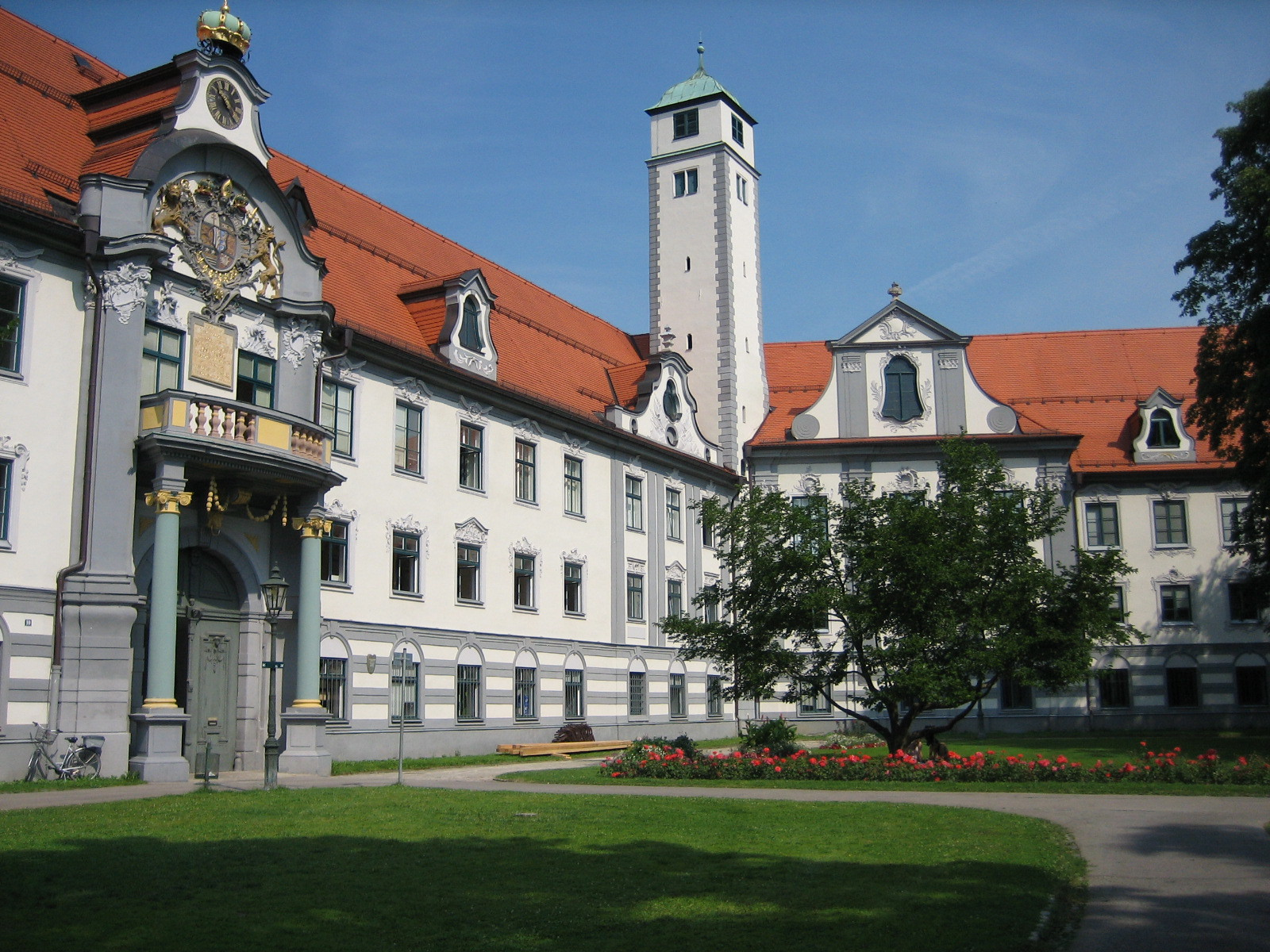
Fürstbischöfliche Residenz mit dem Ostportal und dem mittelalterlichen Pfalzturm, im Vordergrund der Fronhof

Die ehemalige Fürstbischöfliche Residenz ist ein Gebäudekomplex in der Altstadt von Augsburg. Er war die Bischofsresidenz der Fürstbischöfe von Augsburg, deren geistlicher Amtsbereich das Bistum Augsburg und deren weltliches Herrschaftsterritorium das Hochstift Augsburg war.
Unter Einbeziehung älterer Vorgängerbauten zwischen 1740 und 1752 unter Fürstbischof Joseph Landgraf von Hessen-Darmstadt errichtet, ist der Spätbarockbau seit 1817 Sitz der Regierung von Schwaben. Die Anlage ist unter der Aktennummer D-7-61-000-277 als denkmalgeschütztes Baudenkmal von Augsburg verzeichnet. 

## Das Gebäude

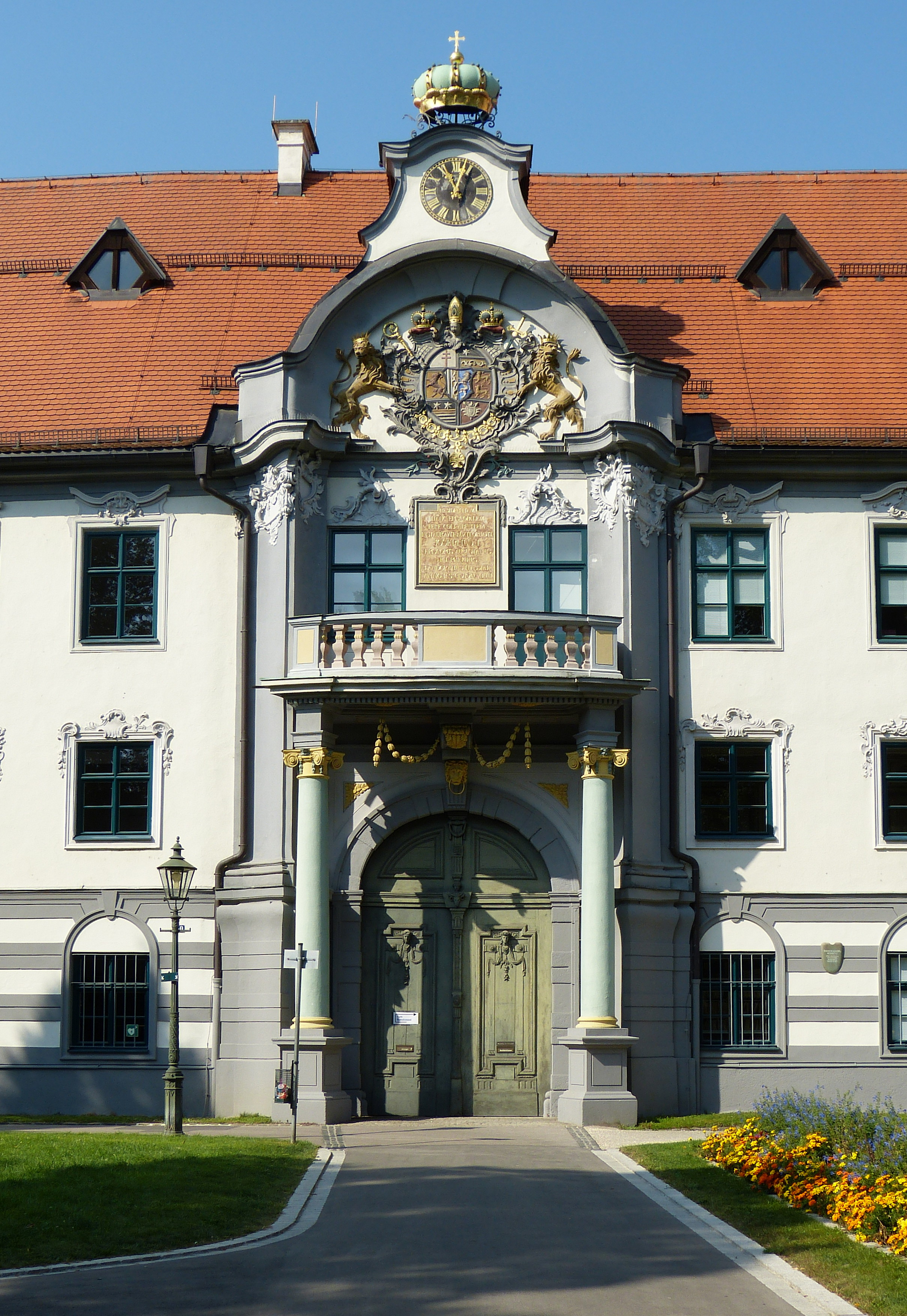
Ostportal des Hauptflügels

Der Hauptbau bestand ursprünglich aus drei aneinandergereihten Häusern aus der Zeit des Mittelalters einschließlich des 1507/1508 erhöhten Pfalzturmes. Bereits vor 1680 unter Fürstbischof Johann Christoph von Freyberg zu einem einheitlichen Gebäude zusammengefasst, wurden die drei Gebäudeteile unter Fürstbischof Joseph Landgraf von Hessen-Darmstadt nach den Plänen des Eichstätter Baudirektors Gabriel de Gabrieli zu einem dreigeschossigen Gesamtbauwerk mit einer einheitlichen Fassade vereinigt. Dabei wurde der Hauptflügel der heutigen Residenz im Jahre 1743 von Johann Benedikt Ettl, der Nordflügel bis 1752 von Franz Xaver Kleinhans im Stil des Spätbarock umgebaut. Der mittelalterliche Pfalzturm blieb bei diesen Umbauten erhalten.
Der von Säulen getragene Balkon über dem prächtigen Ostportal wurde zwischen 1784 und 1789 als Erinnerung an einen Besuch Papst Pius’ VI. im Jahr 1782 angefügt. Ein südwestlicher Erweiterungsbau über der ehemaligen Pfalzkapelle sowie ein Gardistengebäude entstanden im Jahre 1902.

## Innenausstattung

### Prunkaufgang

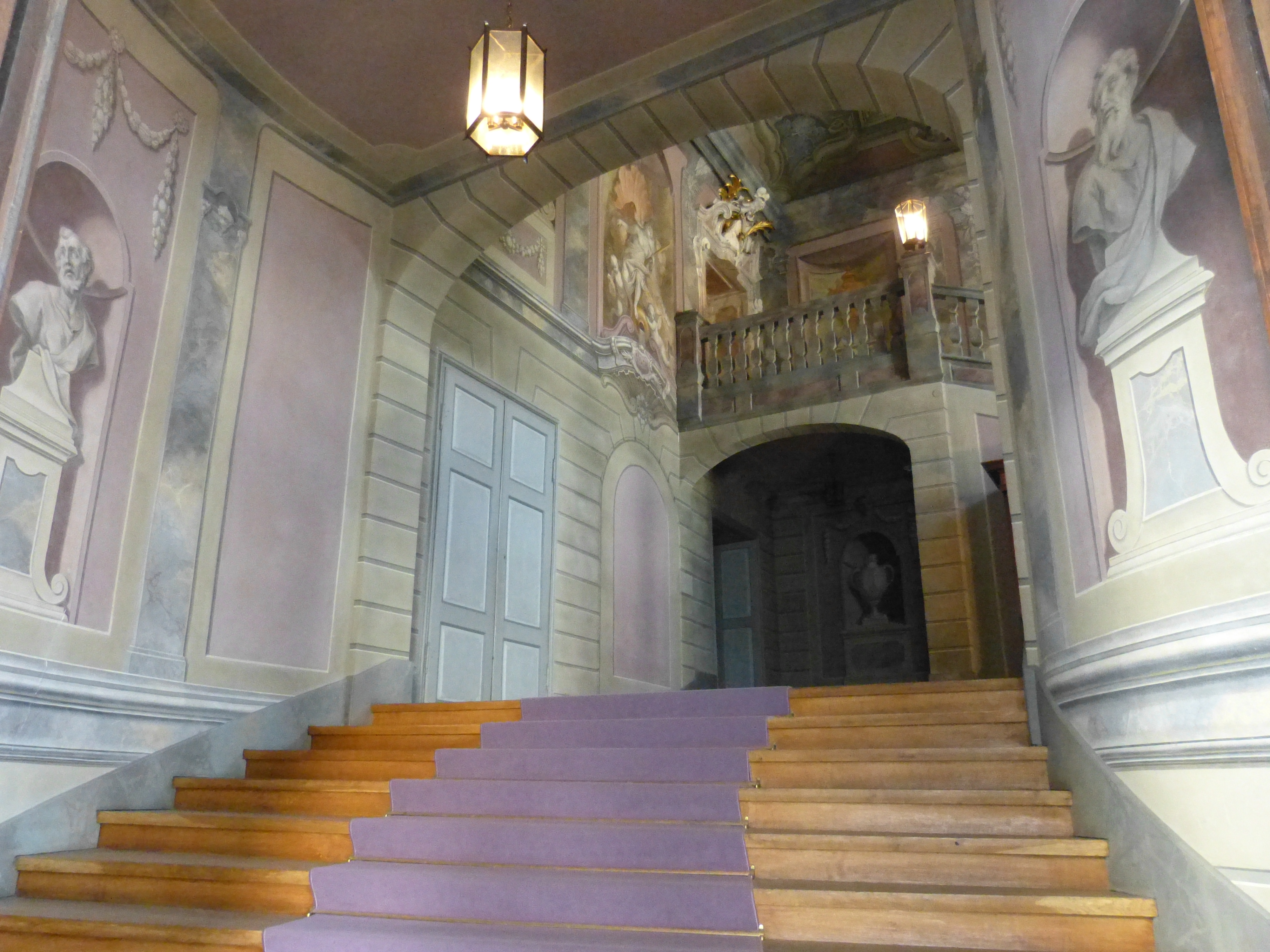
Zutritt zum Prunkaufgang

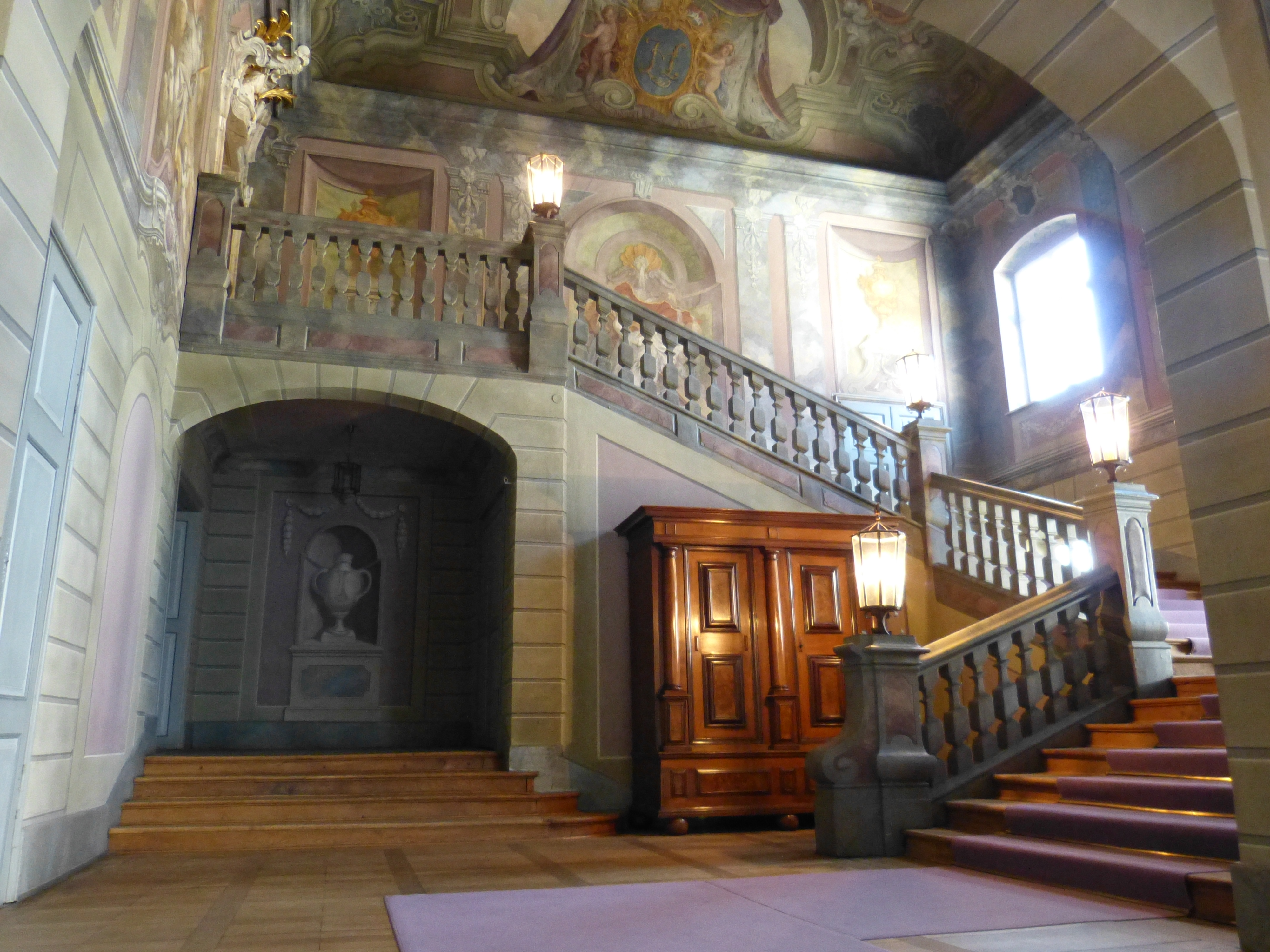
Der Prunkaufgang

Im Inneren der ehemaligen Fürstbischöflichen Residenz wurde das repräsentative Haupttreppenhaus – der so genannte Prunkaufgang – vom Direktor der Reichstädtischen Kunstakademie Johann Georg Bergmüller im Jahr 1752 freskiert. Die Bemalung zeigt in an den Seitenwänden u. a. Allegorien der drei Hauptflüsse des Hochstifts Augsburg – Danubius (Donau), Lycus (Lech) und Vinda (Wertach). Zwischen Wappenkartuschen und Zeichnungen des Bauherrn befinden sich in vier Eckspiegeln Darstellungen der platonischen Kardinaltugenden: Prudentia (Klugheit), Justitia (Gerechtigkeit), Fortitudo (Tapferkeit) und Temperantia (Mäßigung). Über allem wacht an der Decke die „Providentia Divina“, die göttliche Vorsehung.

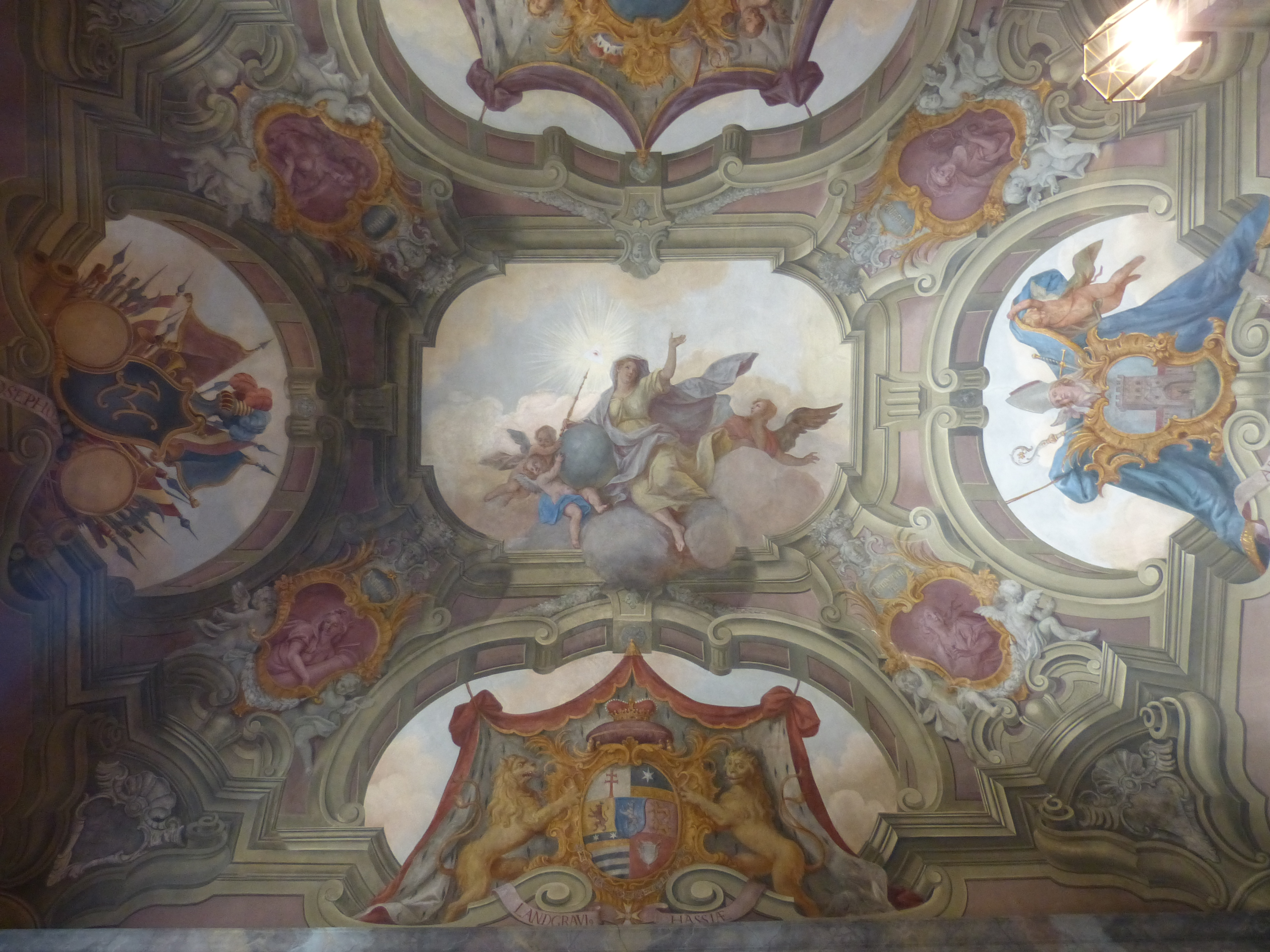
Decke des Prunkaufgangs
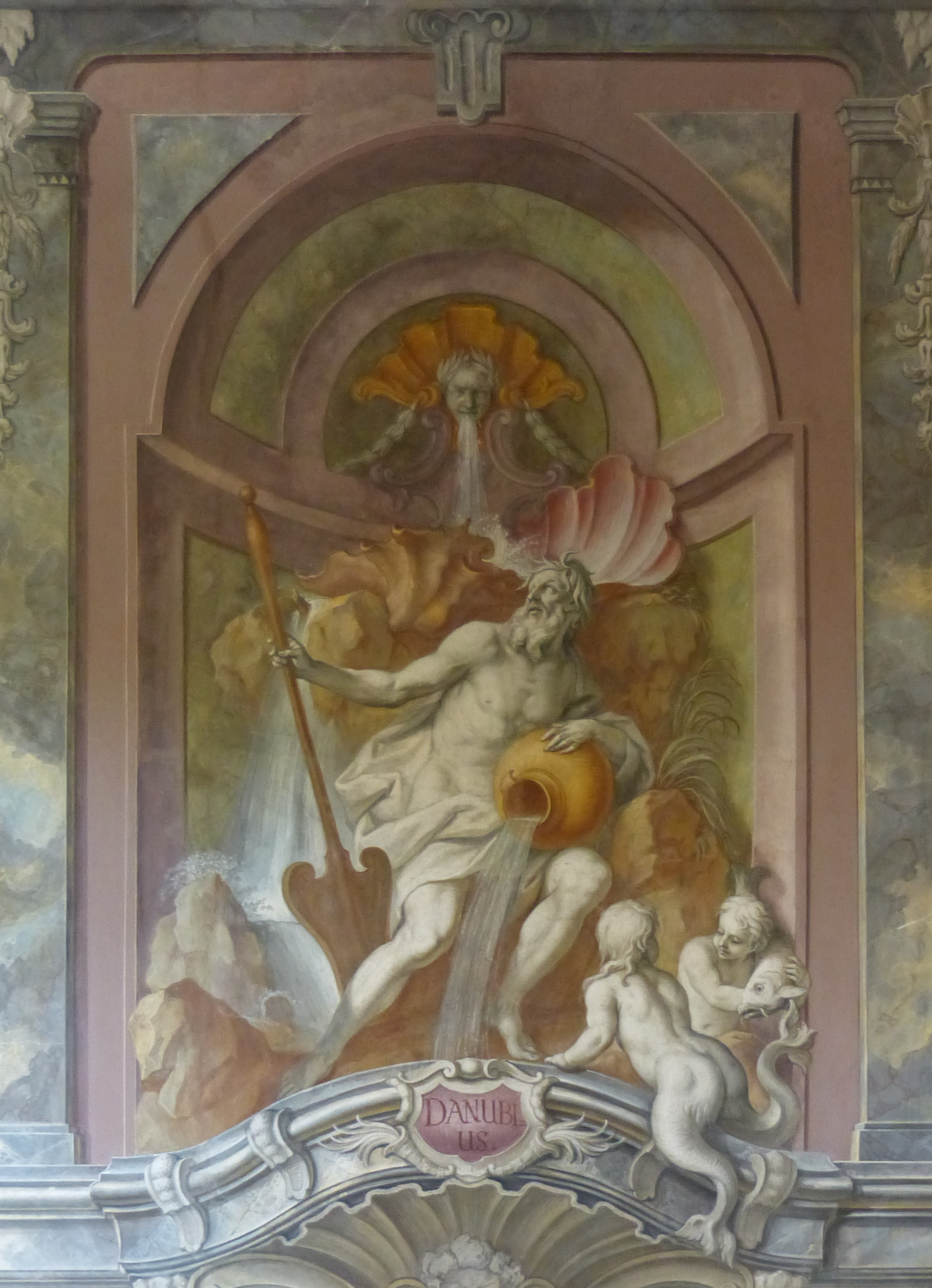
Allegorie der Donau
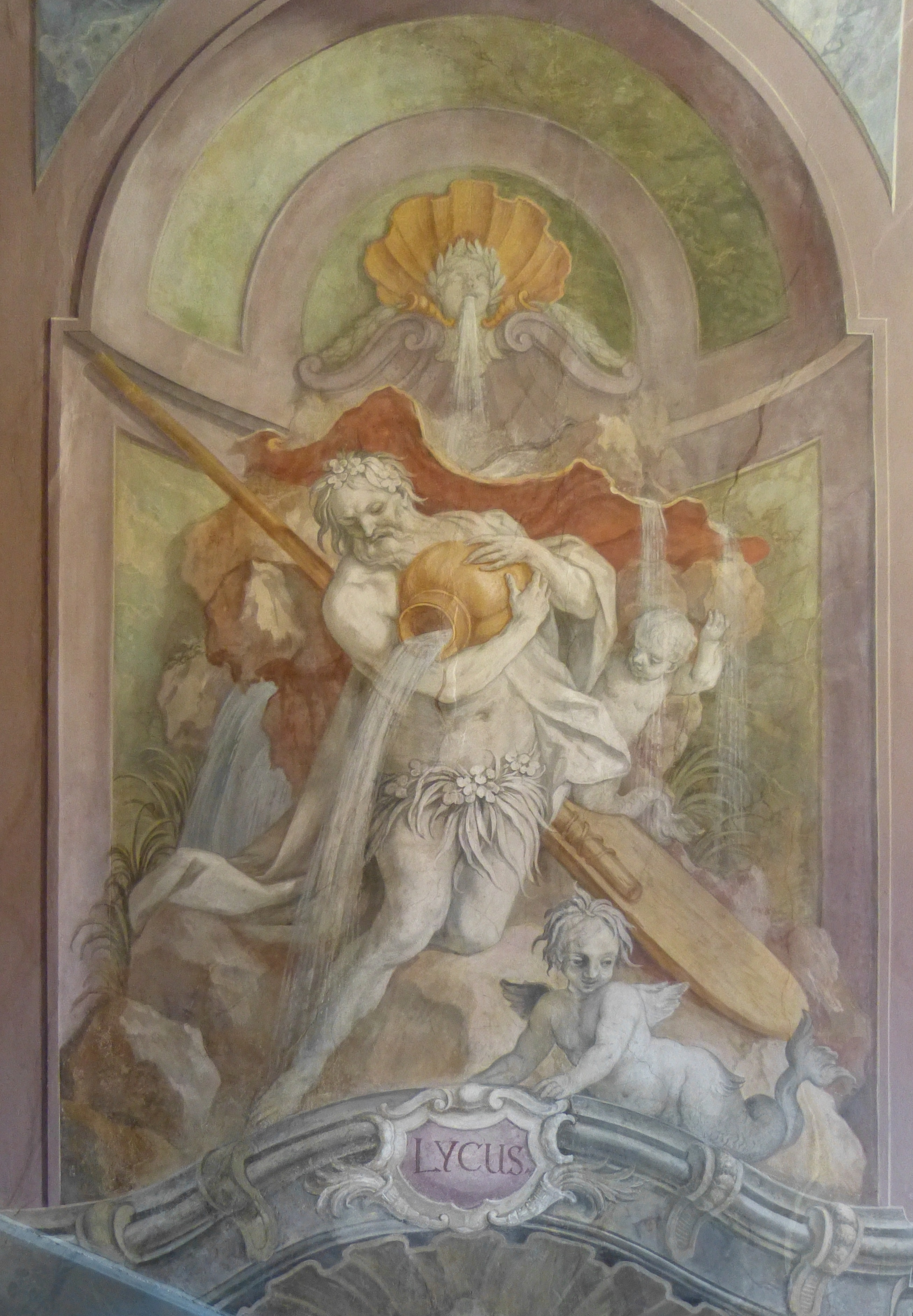
Allegorie des Lechs
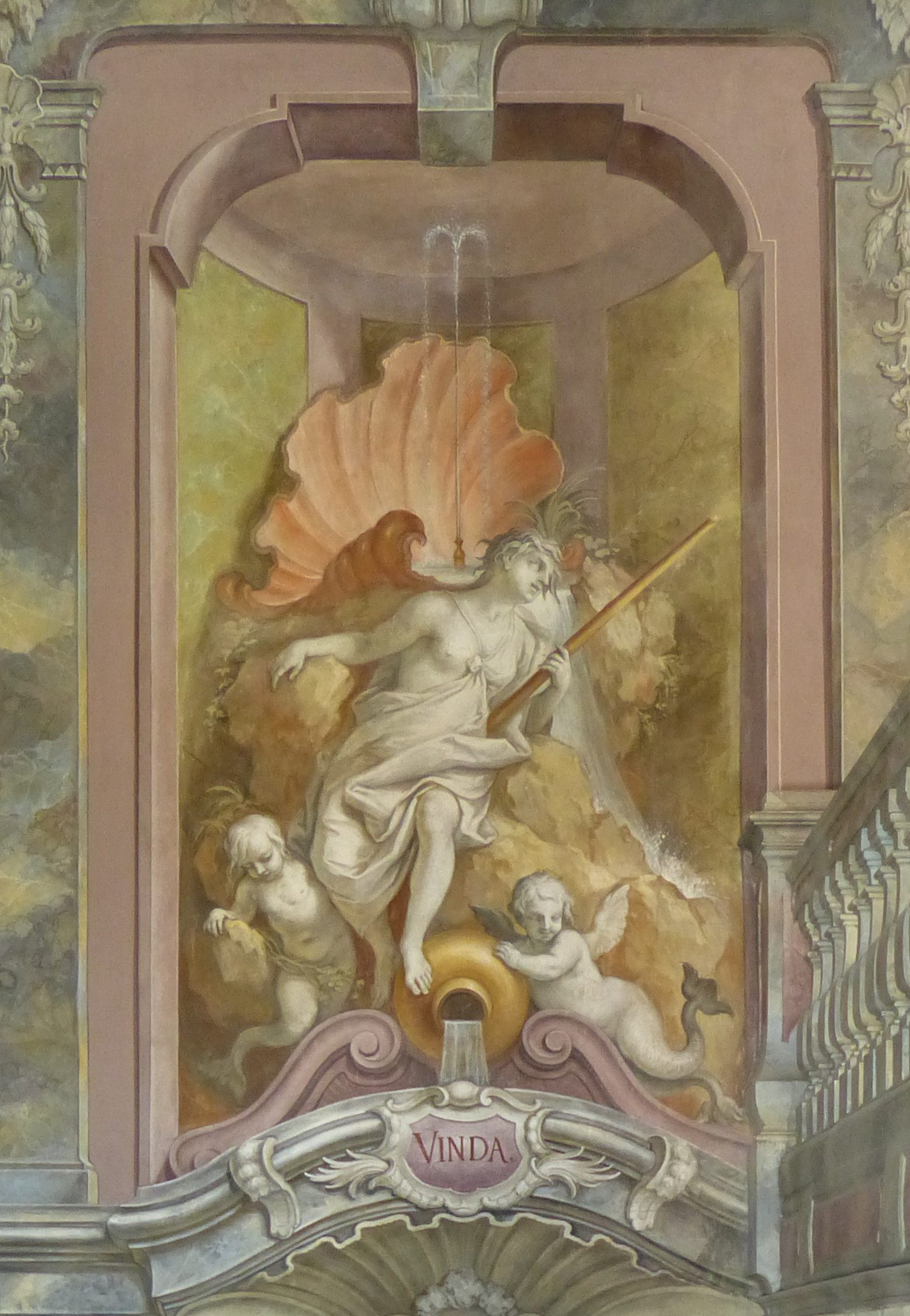
Allegorie der Wertach
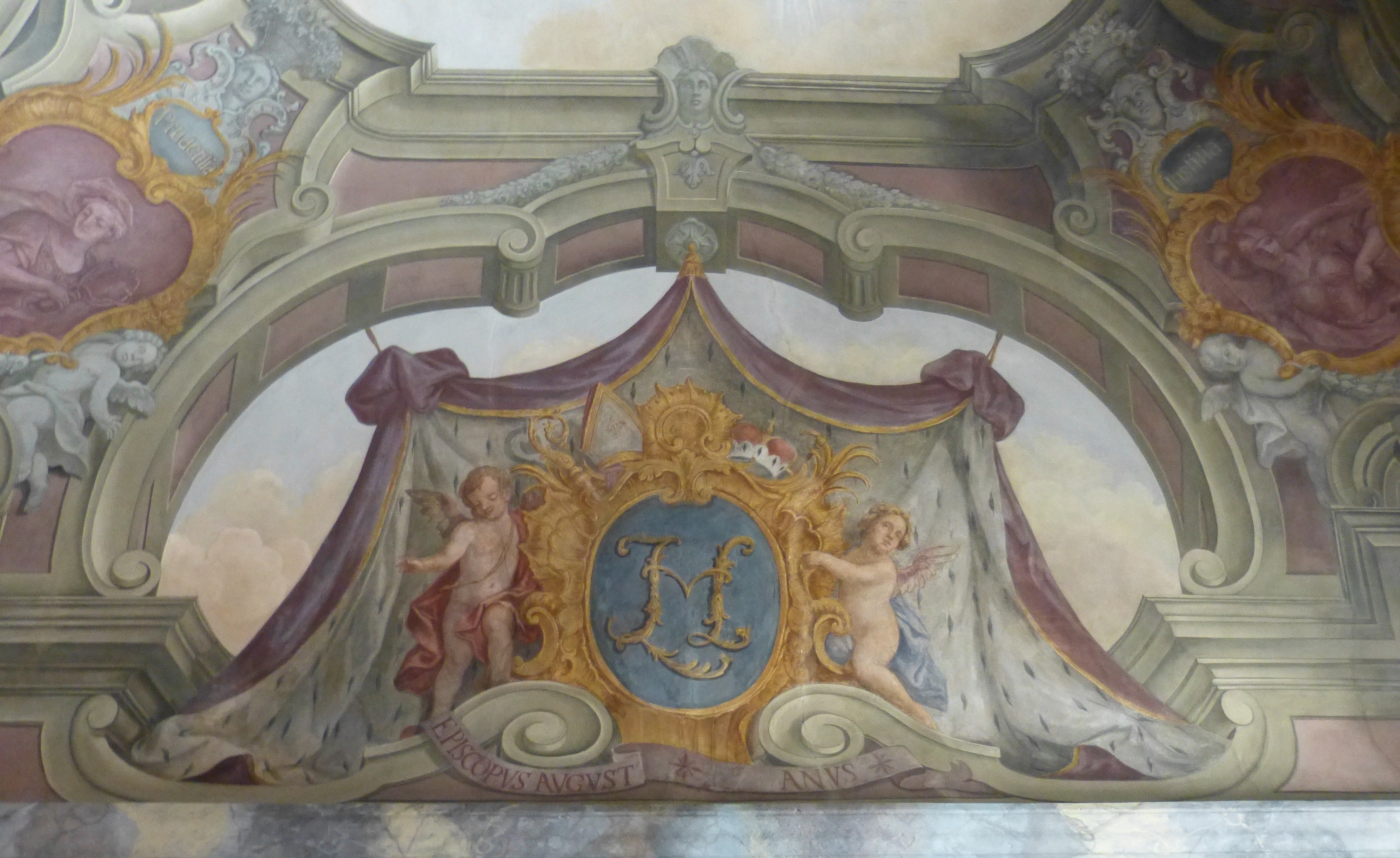
Detail der Decke: Episcopius Augustanus
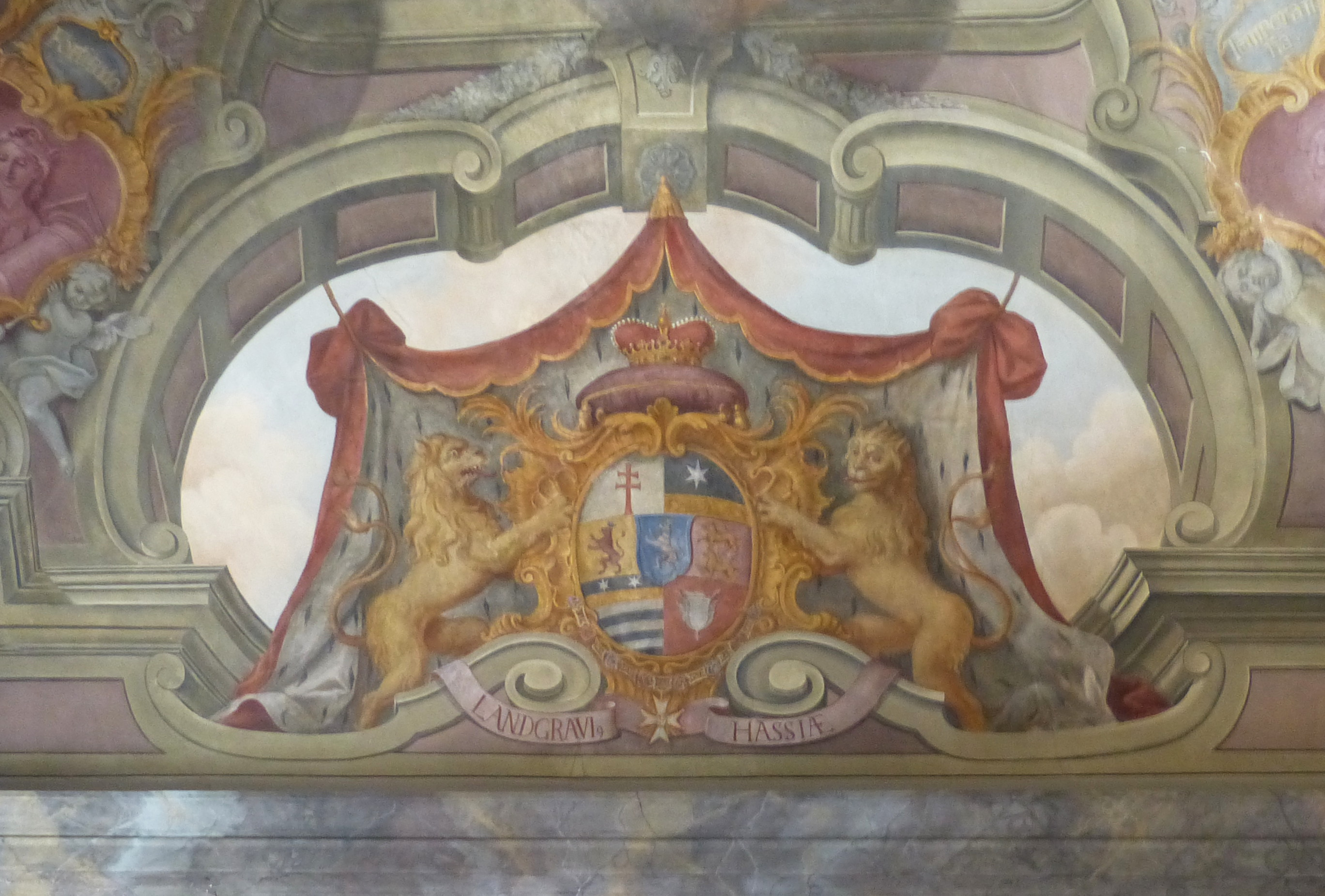
Detail der Decke: Landgravi Hassiae
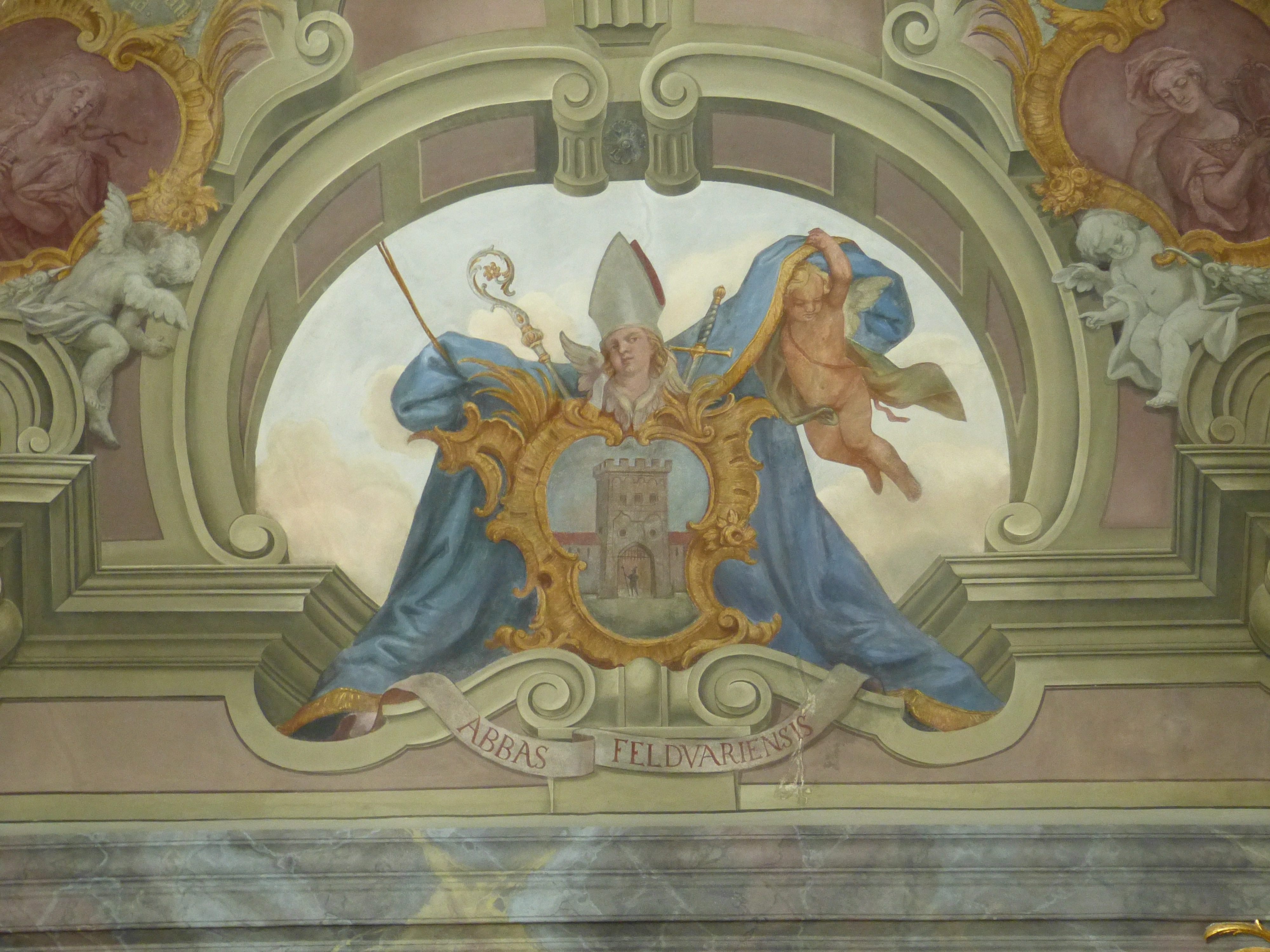
Detail der Decke: Abbas Felduariensis
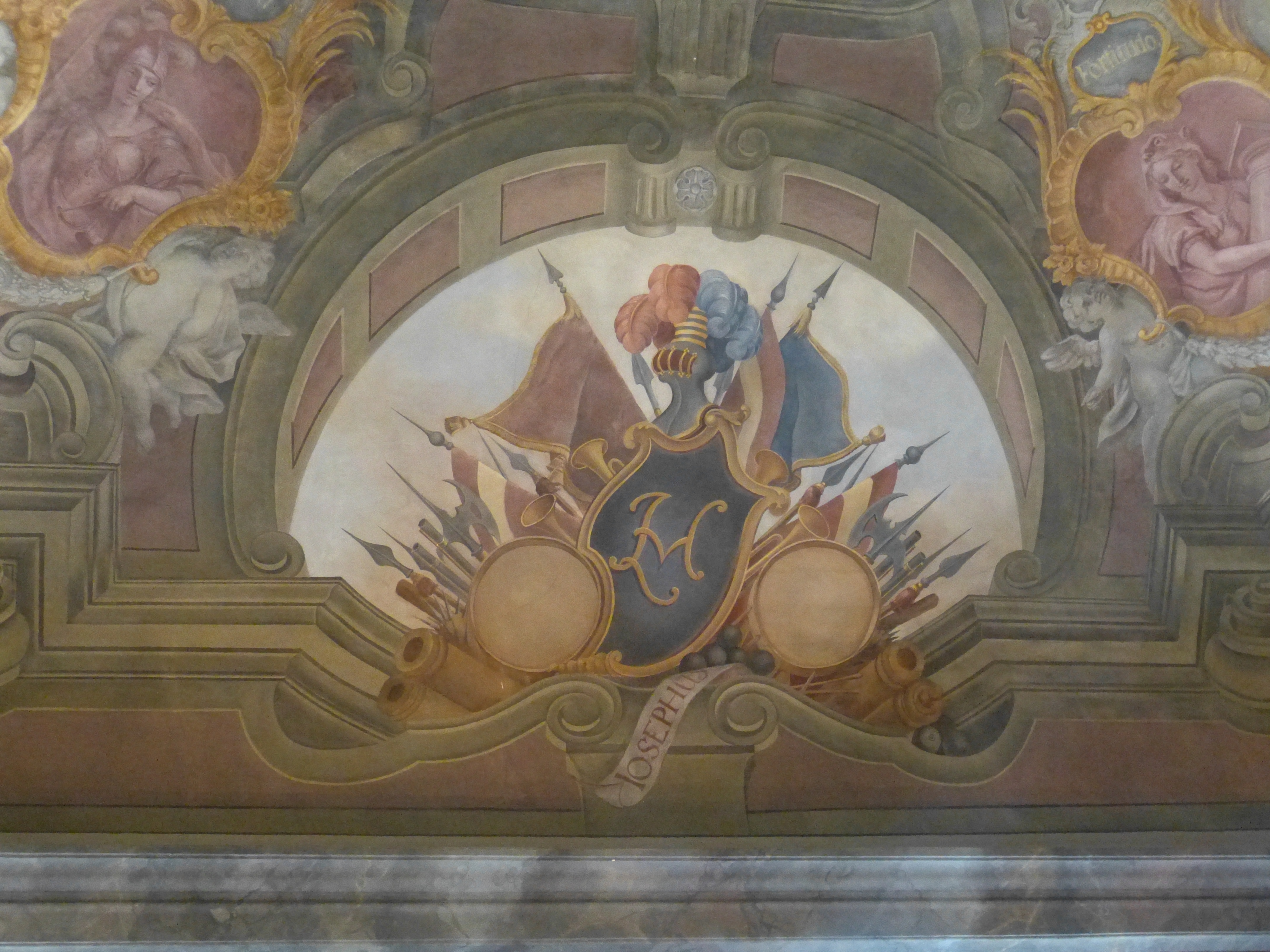
Detail der Decke: Iosephus

### Rokokosaal

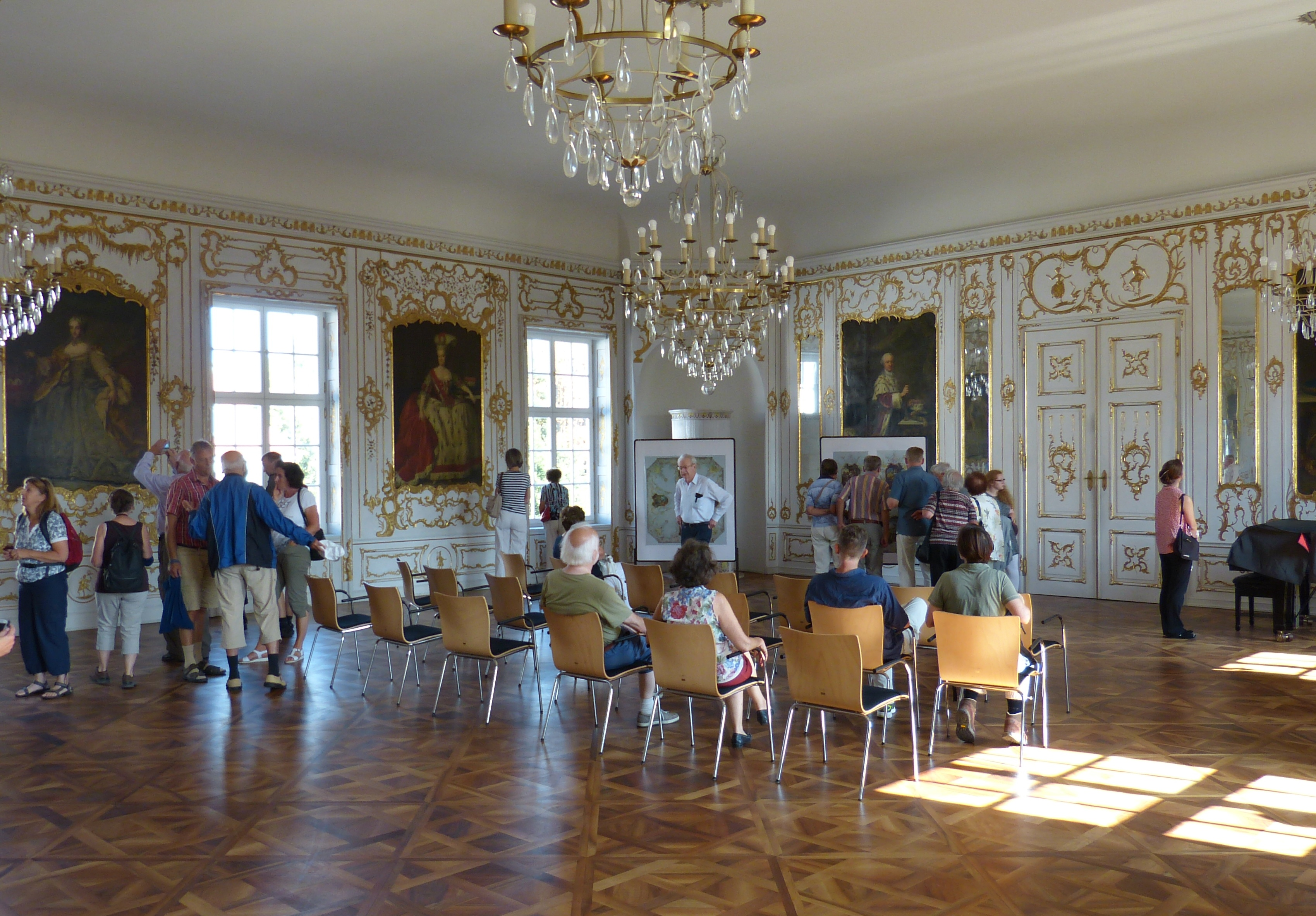
Der Rokokosaal

Ein kleiner mit Putten verzierter Vorraum führt in den Rokokosaal, das im Stile des Rokoko gehaltene ehemalige Tafelzimmer aus der Regierungszeit Bischof Josephs von Hessen-Darmstadt. Die dort in die Wandverkleidung integrierten acht Ölgemälde zeigen zeitgenössische fürstliche Personen, u. a. das damalige Kaiserpaar Franz I. und Maria Theresia. An der Stelle des Festsaales befand sich im Vorgängerbau der Raum des Augsburger Domkapitels, in dem am 25. Juni 1530 die Confessio Augustana, das „Augsburger Bekenntnis“ der lutherischen Protestanten, verkündet worden war.

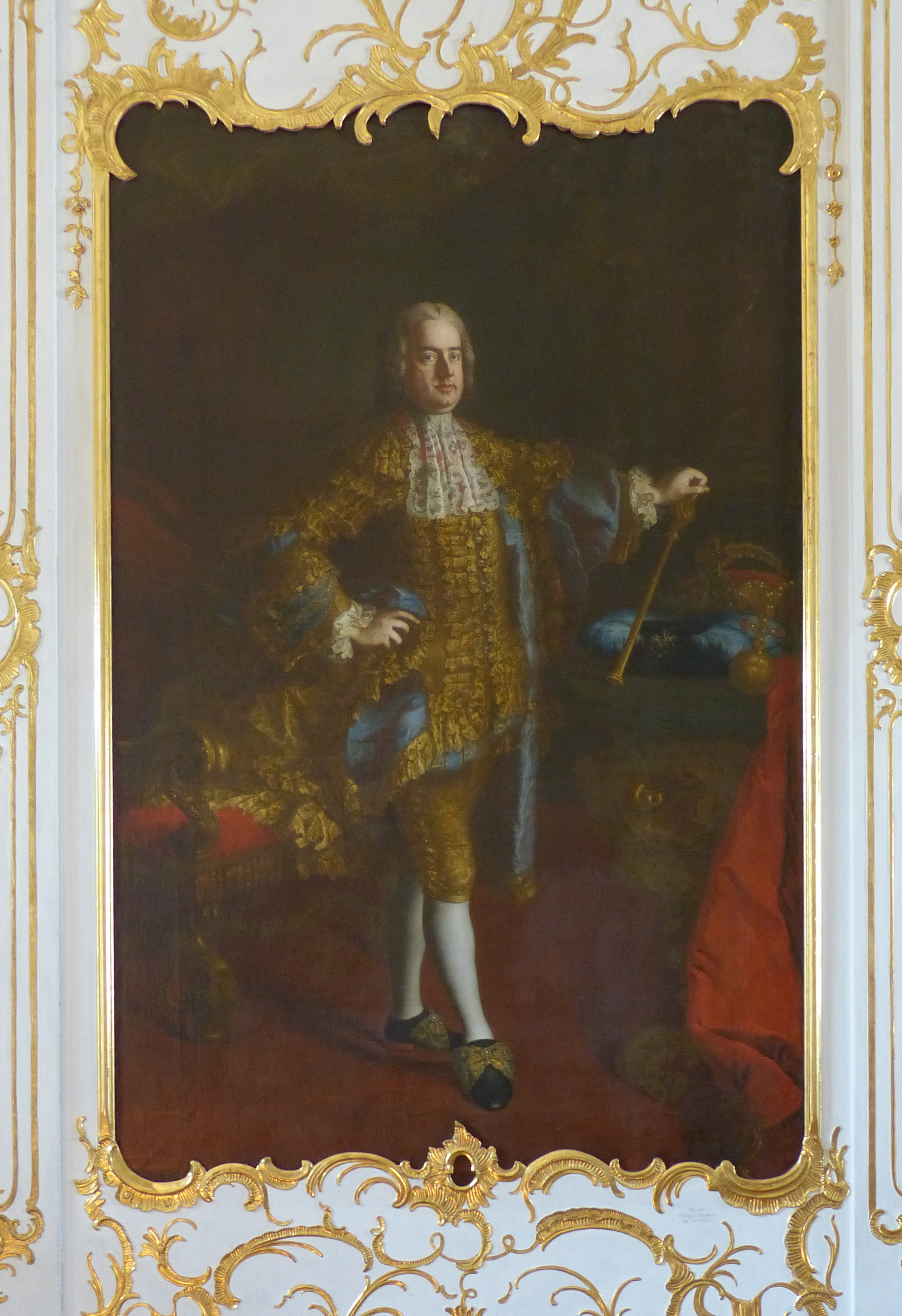
Kaiser Franz I. Stephan
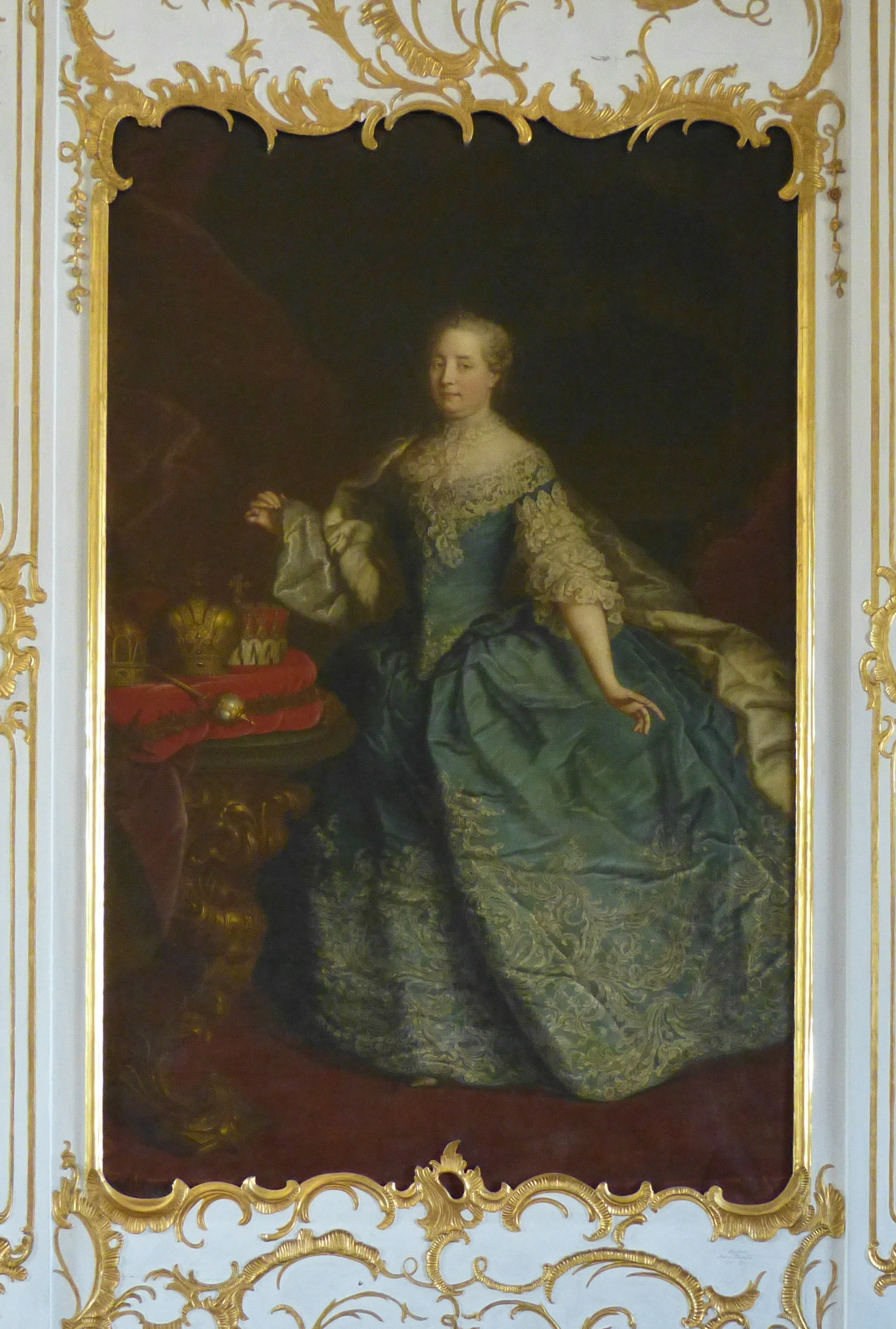
Kaiserin Maria Theresia
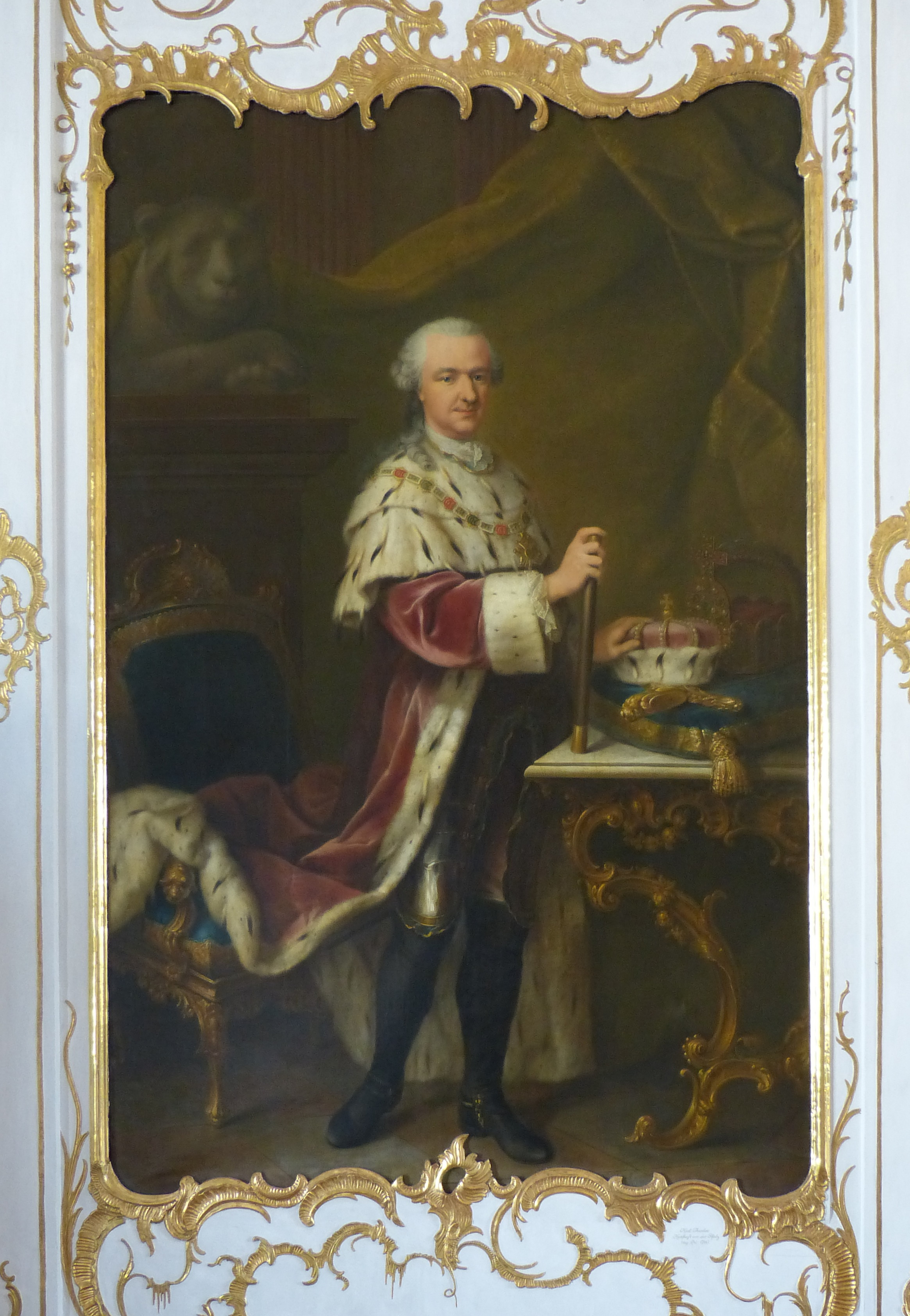
Karl Theodor Kurfürst von Pfalz-Bayern
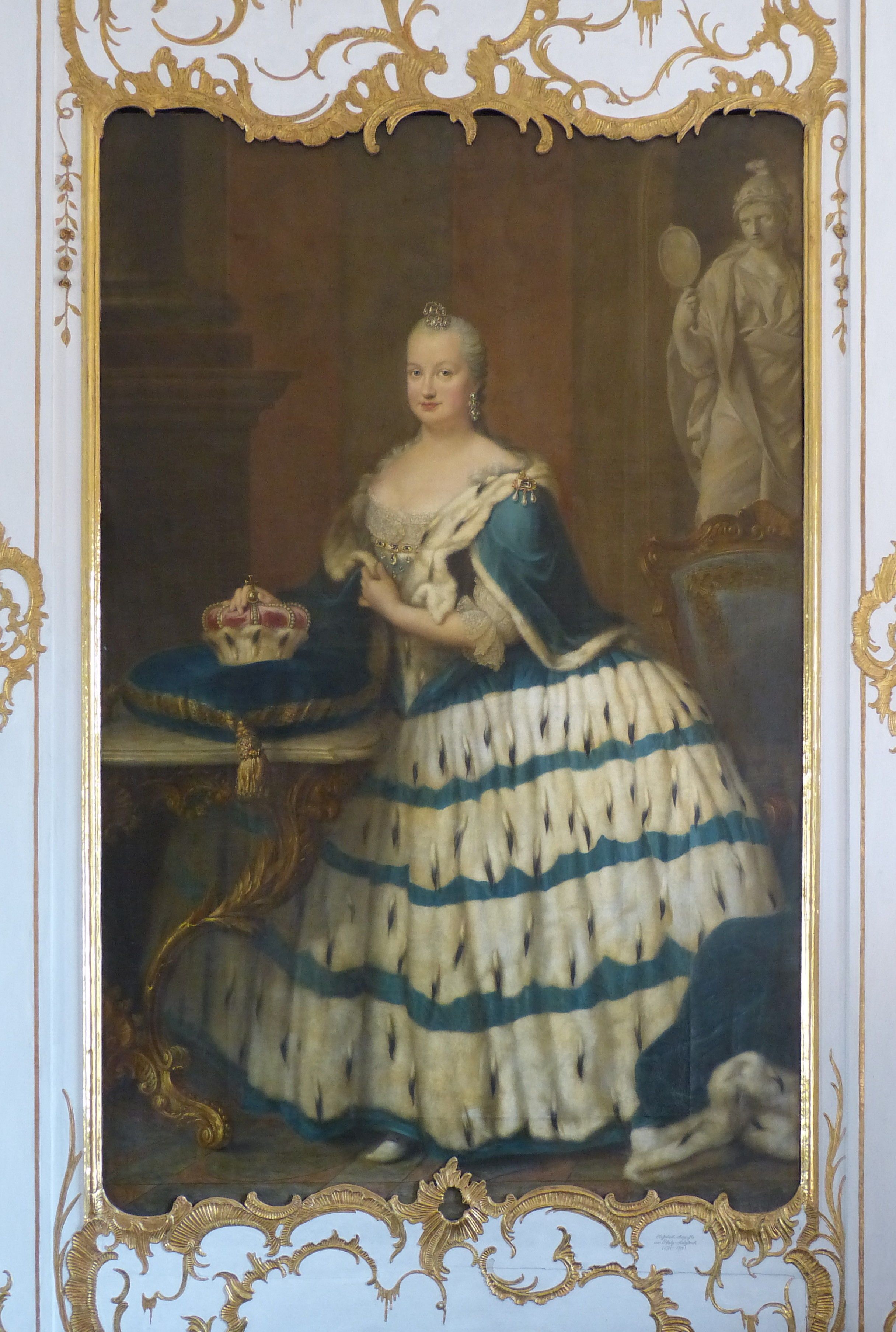
Elisabeth Auguste von Pfalz-Sulzbach
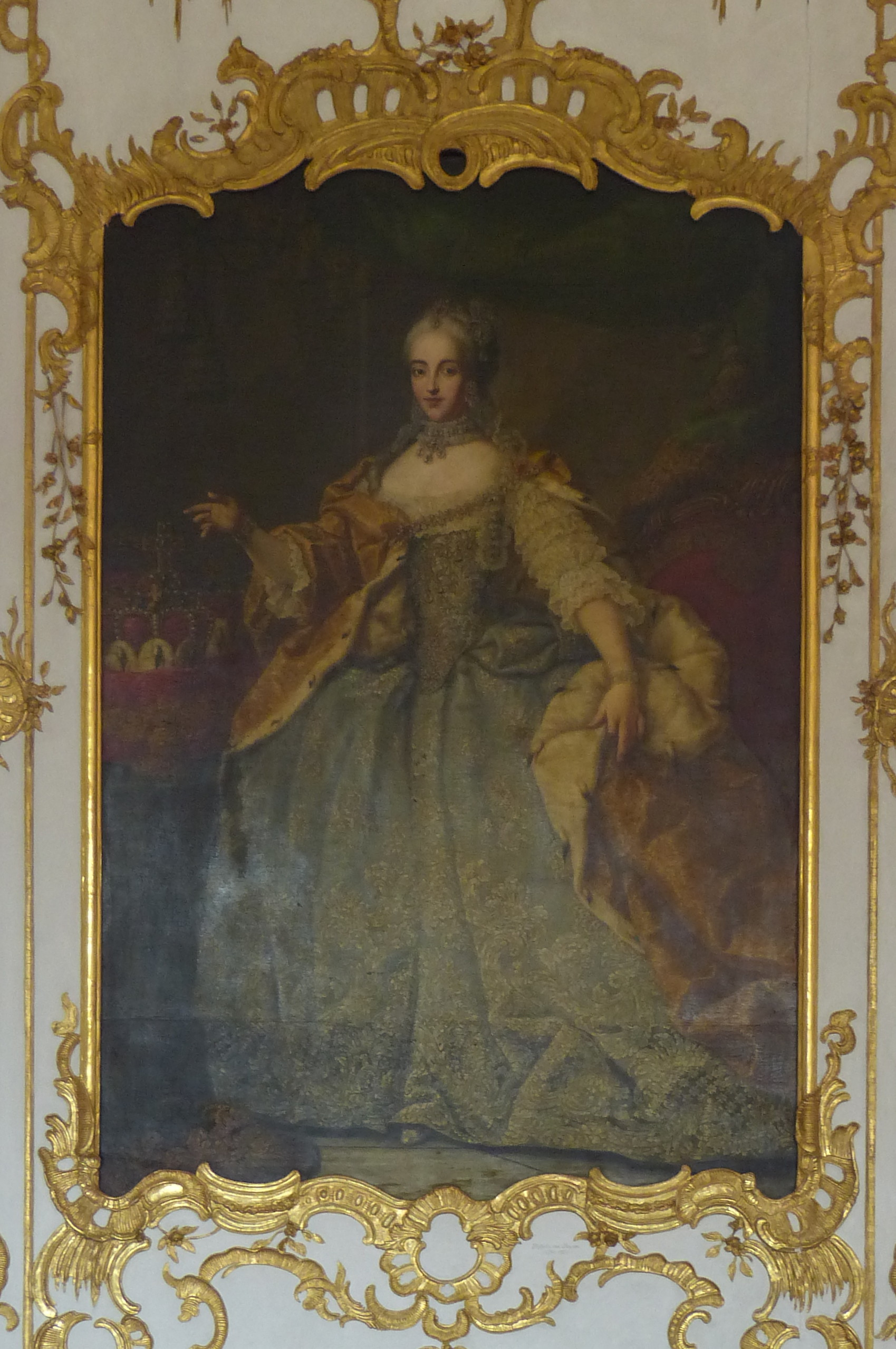
Josepha von Bayern
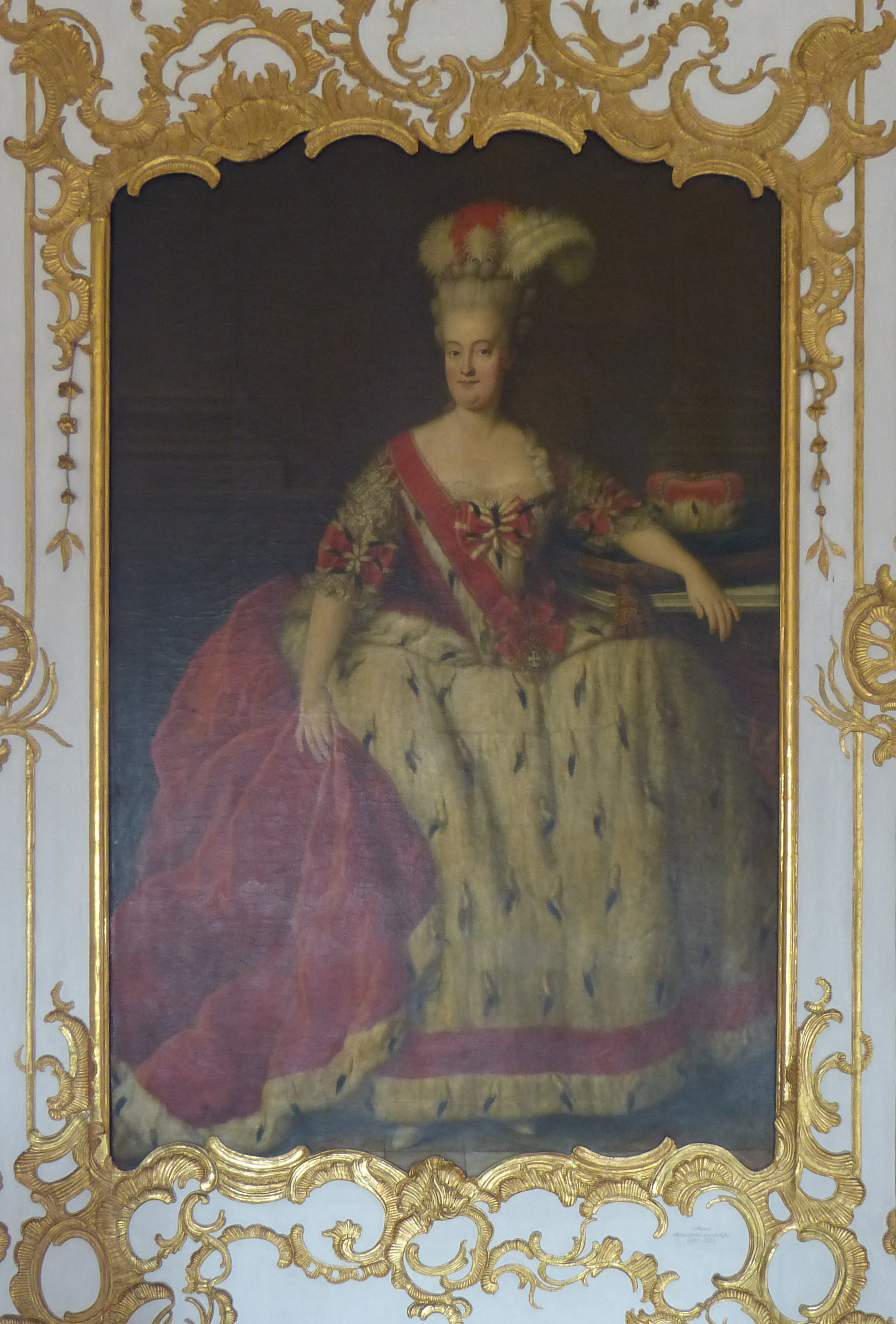
Maria Anna Sophia von Sachsen

## Fronhof

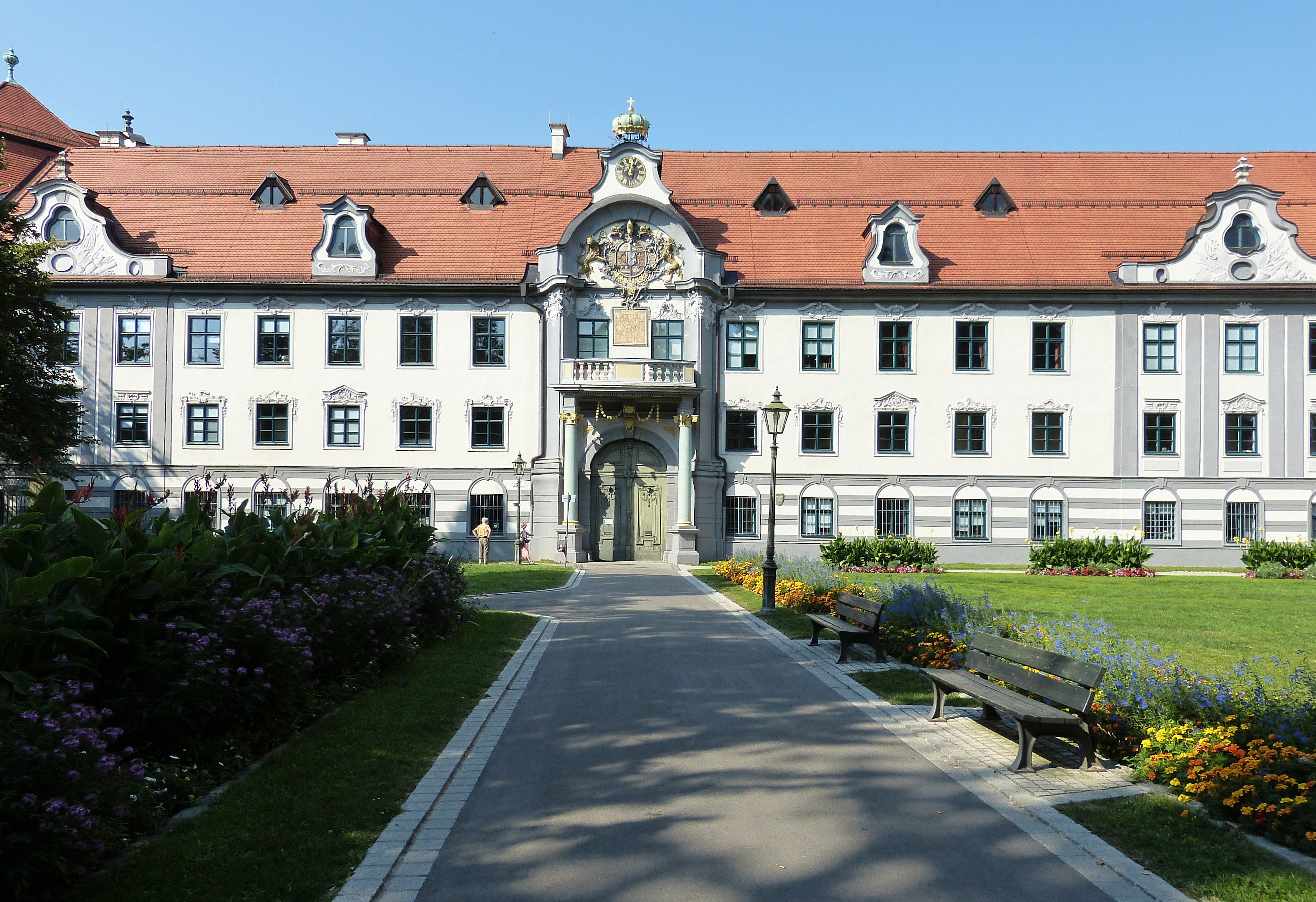
Fronhof mit Fürstbischöflicher Residenz

Der ehemaligen Fürstbischöflichen Residenz östlich vorgelagert befindet sich der Fronhof. Ursprünglich teilweise als Friedhof des Augsburger Doms genutzt, diente der Fronhof über die Jahrhunderte hinweg als Turnier- und Exerzierplatz und glich deshalb „einer Sandwüste“. Auf Beschluss des Magistrats wurde er 1878 in eine öffentliche Gartenanlage umgewandelt. Diese Parkanlage wurde auf das 1876 errichtete Friedensdenkmal des Wiener Bildhauers Caspar von Zumbusch ausgerichtet. Es erinnert an den Friedensschluss am Ende des Deutsch-Französischen Kriegs und ist gekrönt von der überlebensgroßen Bronzefigur eines antiken Kriegers, der sein Schwert in die am Gürtel hängende Scheide zurücksinken lässt. Lobend hervorgehoben wurde bereits bei seiner Eröffnung, dass das Denkmal nicht den Sieg, sondern den Frieden betont und nicht der Verherrlichung militärischen Ruhmes huldigt.
Ein weiteres Denkmal im Fronhof stellt als Reliefs auf einer Stele Leopold Mozart und Wolfgang Amadeus Mozart dar. Es wurde 1991 zum 200. Todestag von Wolfgang Amadeus von der Mozartgemeinde Augsburg gestiftet.
Die Straße namens Fronhof, an deren Adresse das Gebäude heute registriert ist, befindet sich auf der anderen Seite des Gebäudes beim Hofgarten.

## Hofgarten

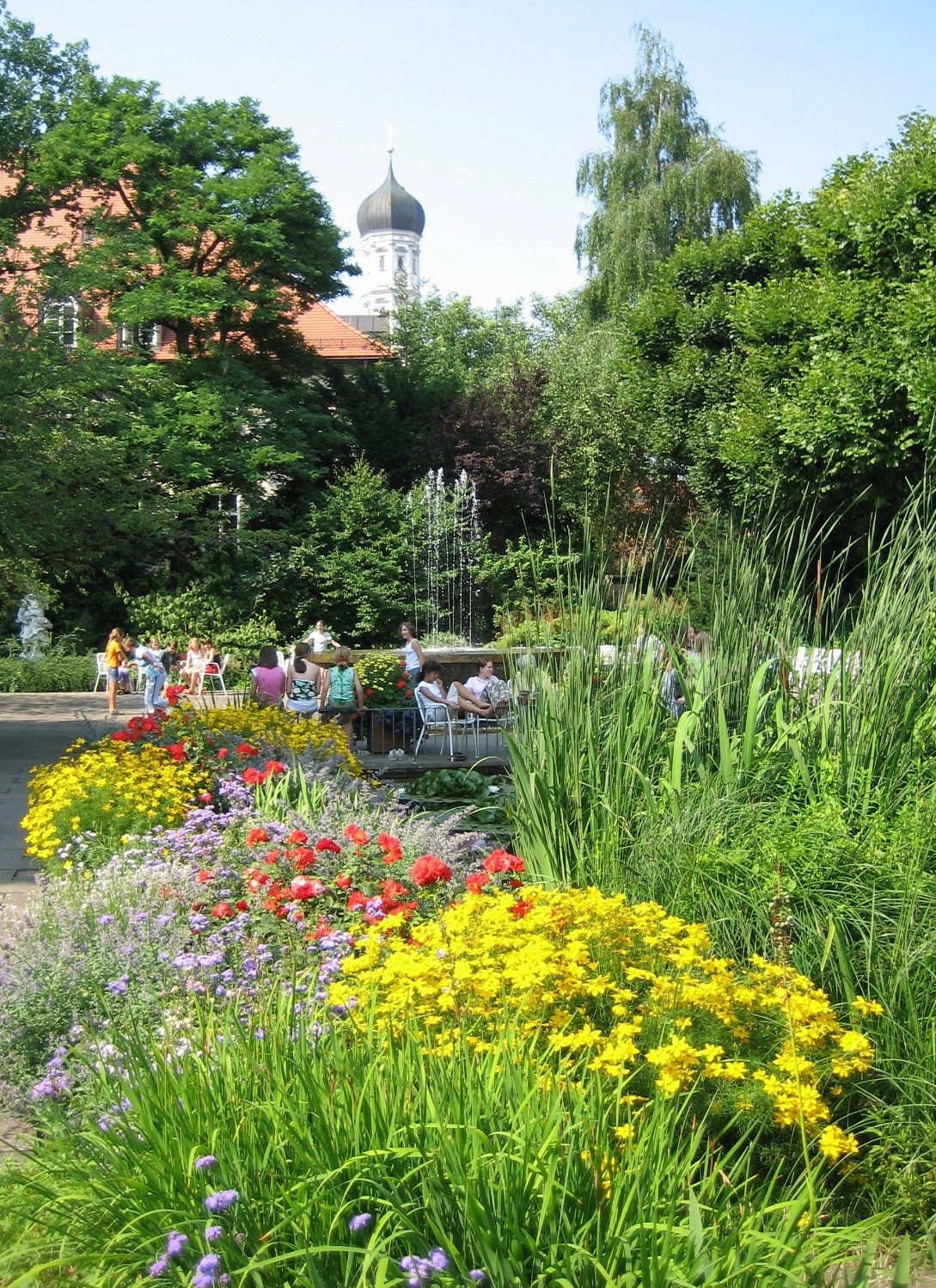
Pflanzenpracht im Hofgarten

Bis zur Säkularisation des Hochstifts Augsburg war der westlich des Residenzgebäudes gelegene Hofgarten in fürstbischöflichem Besitz. Seit 1817 steht er im Eigentum des bayerischen Staates und ist seit 1965 für jedermann zugänglich.